# Nikolái Voznesenski
Nikolái Alekséyevich Voznesenski (ruso: Николай Алексеевич Вознесенский) (1903-1950) fue un político y planificador económico soviético que supervisó el desarrollo del Gosplán durante la Gran Guerra Patria. Protegido de Andréi Zhdánov, Voznesenski fue nombrado vice primer ministro en mayo de 1940 a la edad de 38 años. Estuvo directamente implicado en la recuperación de la producción asociada con el traslado de la industria hacia el este al comienzo de la guerra, para salvaguardarla de los ataques aéreos alemanes. Su obra La Economía de la URSS durante la II Guerra Mundial analiza dicho proceso.
Tras el conflicto, sin embargo, sus ideas sobre mejorar y administrar la actividad económica soviética se enfrentaron con las visiones dominantes y su papel en la reorganización de la estructura económica de Leningrado antes de la guerra llevaron a su persecución durante el Caso de Leningrado. Fue encontrado culpable de traición y sentenciado a muerte.
Se desconoce la forma en que falleció. Algunas fuentes afirman que murió de frío, mientras era conducido de noche entre dos prisiones medio desnudo; otras fuentes indican que fue fusilado.
Fue rehabilitado en 1954.